# Saint-Victour
 Saint-Victour  (en occitano Sent Victor) es una comuna y población de Francia, en la región de Lemosín, departamento de Corrèze, en el distrito de Ussel y cantón de Bort-les-Orgues.
Su población en el censo de 2008 era de 179 habitantes.
Está integrada en la Communauté de communes de Plateau Bortois .

## Demografía
| 254 | 261 | 211 | 183 | 142 | 171 |
| Para los censos de 1962 a 1999 la población legal corresponde a la población sin duplicidades (Fuente: INSEE [Consultar]) |     |     |     |     |     |